# Monastero di Tzitzernavank
Tzitzernavank, anche Tsitsernavank o Dzidzernavank, (in armeno Ծիծեռնավանք) è un monastero armeno che fino alla guerra del Nagorno Karabakh del 2020 faceva parte della repubblica di Artsakh (già denominata repubblica del Nagorno Karabakh), situato nella regione di Kashatagh. A seguito dell'accordo di cessate il fuoco del 2020 la regione in cui è situato (denominata distretto di Laçın) è passata sotto il controllo dell'Azerbaigian.

## Storia
All'epoca della sua costruzione, datata fra il V ed il VI secolo (ma per taluni potrebbe risalire addirittura al III secolo), il monastero di Tzitzernavank si trovava nella Aghahejk, una delle dodici regioni dell'Armenia storica e principato di Syunik.
Scavi archeologici hanno appurato che sul sito esisteva un luogo di culto cristiano già nel I secolo, ossia duecento anni prima della conversione ufficiale dell'Armenia al Cristianesimo
Nel XV secolo Aghahejk venne diviso in due parti: quella settentrionale chiamata Khozhoraberd e quella meridionale denominata Kashatagh nel cui ambito fu ricompreso il monastero.
Si ritiene che la basilica di Tzitzernavank contenesse le reliquie di San Giorgio. Nel passato il monastero apparteneva alla diocesi di Tatev ed è ricordato nelle cronache come un centro religioso molto importante.
Nel 1613 venne riparato il muro di fortificazione e costruito un arco di ingresso attraverso esso. Nel XIX secolo la  chiesa di san Giorgio  ebbe funzioni parrocchiali mentre durante l'epoca sovietica il villaggio di Tzitzernavank venne rinominato Gusulu e il complesso non venne più utilizzato per funzioni religiose ma solo preservato come monumento artistico.
La chiesa fu riconsacrata nell'ottobre 2001 dopo due anni di restauri ed ogni anno celebra speciali manifestazioni in onore del santo a cui è intitolata.

## Architettura
La basilica originaria, come quella attuale, aveva la forma geometrica rettangolare ma nel corso dei secoli ebbe aggiunte che ne modificarono l'impianto iniziale.
Infatti, solo in secondo momento venne inserita l'abside (senza finestre) sul lato orientale e costruito il muro di cinta con scopi difensivi.
L'impianto originario della struttura prevedeva anche le arcate di separazione delle navate costruite in legno. Solo in un terzo momento tale materiale venne sostituito (presumibilmente entro il X secolo da pilastri ed archi in muratura.
Il monastero è indicato come un locale esempio armeno di architettura orientale. Nella sua composizione di basilica a tre navate, come quasi tutte quelle armene del periodo, la navata centrale di Tzitzernavank è leggermente più alta di quelle laterali che sono separate da due sequenze di pilastri.
Tale impostazione è simile ad altre basiliche armene come  Yereruyk, Yeghvard, Dvin, Ashtarak (Tsiranavor), Tekor tutte a tre navate con la centrale generalmente più larga delle altre.

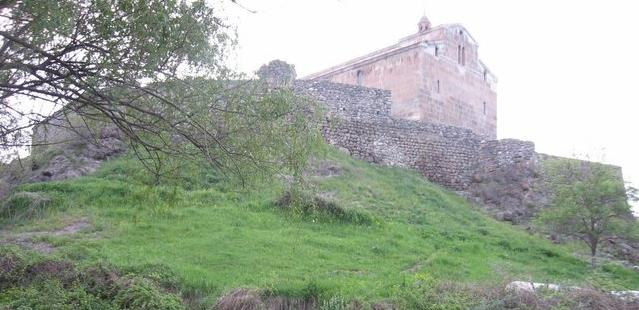

## Etimologia
Ci sono due differenti opinioni riguardo al nome del complesso monastico. Secondo alcuni studiosi il nome originario deriva da tzitzernak ("rondine" in armeno) e sarebbe collegato alla moltitudine di uccelli di tale specie che solevano nidificare nella zona.
Secondo altri il nome deriverebbe dalla parola tzitzern ("piccolo dito" in armeno) e starebbe ad indicare una reliquia di San Giorgio.

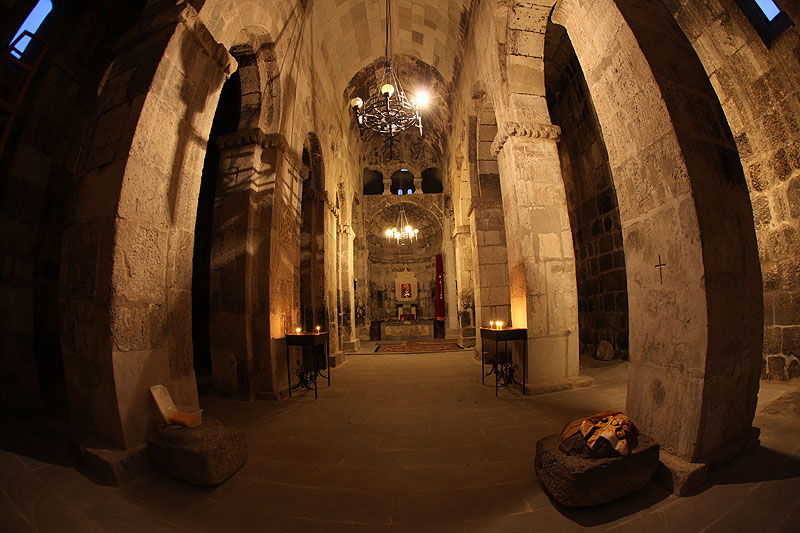